# Carlos Eduardo Lins da Silva
Carlos Eduardo Lins da Silva (Santos, 31 de outubro de 1952) é um jornalista, escritor e professor brasileiro. Tem passagens por redações de alguns dos veículos mais importantes do Brasil e já lecionou em instituições notórias de São Paulo, além de ter editado diversos veículos menores.

## Carreira
Estudou jornalismo na Faculdade Cásper Líbero e ciências sociais na Universidade de São Paulo (USP), mas devido a dificuldades de conciliação, não chegou a concluir o segundo curso.
Começou sua carreira no Diário da Noite e Diário de S. Paulo. Depois, aos 23 anos, ganhou uma bolsa para fazer mestrado na Universidade Estadual de Michigan, nos Estados Unidos. Em 1978, iniciou seu doutorado na USP.
Depois de concluir as duas pós-graduações, fundou, em 1983, juntamente ao amigo Luiz Costa Filho, a revista Crítica da Informação, voltada para o mercado da comunicação. A publicação rendeu seis edições e encerrou suas atividades em março de 1984 por dificuldades financeiras.
Trabalhou na Folha de S.Paulo como repórter, editor, secretário de redação, diretor-adjunto de redação (cargo que também exerceu no Valor Econômico), ombudsman e correspondente internacional em Washington, D.C.. No periódico, foi corresponsável pelo "Projeto Folha", que redefiniu os princípios editoriais do veículo. Trabalhou também nos Diários Associados e foi correspondente nos Estados Unidos por duas outras vezes. A partir de 2008, apresentou o programa Roda Viva, da TV Cultura, substituindo Paulo Markun.
Como professor, deu aula na Escola de Comunicações e Artes da USP, na Universidade Católica de Santos, na Universidade Metodista de São Bernardo do Campo e na Faculdade Cásper Líbero.